# Marc Benioff
Marc Benioff (San Francisco, 25 settembre 1964) è un imprenditore statunitense, fondatore, presidente e CEO di Salesforce.com, una società di cloud computing aziendale, e dall'ottobre 2018 proprietario insieme alla moglie Lynne del settimanale Time. Nel luglio 2024 il suo patrimonio è, secondo Forbes, di 9,2 miliardi di dollari..

## Biografia
Benioff è cresciuto in una famiglia ebrea da tempo stabilita nella San Francisco Bay Area. Si è diplomato alla Burlingame High School nel 1982, quindi ha conseguito un Bachelor of Science in Business Administration presso la University of Southern California nel 1986.
Mentre era ancora al liceo, Benioff ha venduto la sua prima applicazione, How to Juggle, per 75 dollari. A 15 anni ha fondato Liberty Software, creando e vendendo giochi come "Flapper" per Atari 8-bit. Epyx pubblicò il suo "King Arthur's Heir", "The Nightmare", "Escape from Vulcan's Isle" e "Crypt of the Undead", e già a 16 anni Benioff guadagnava royalty di 1.500 dollari al mese, abbastanza per pagare il college.
Mentre era all'università, Benioff ha svolto stage come programmatore in linguaggio assembly presso la divisione Macintosh di Apple Computer. Si aspettava di continuare a svolgere l'attività di programmatore dopo il college, ma i professori della USC gli consigliarono di fare un'esperienza di lavoro orientata al cliente. È così entrato dopo la laurea in Oracle Corporation in un ruolo di servizio clienti. Prima di fondare Salesforce, Benioff ha lavorato in Oracle per 13 anni in una serie di posizioni dirigenziali nelle vendite, nel marketing e nello sviluppo dei prodotti. A 23 anni è stato nominato "Rookie of the Year" di Oracle e tre anni dopo è stato promosso a vicepresidente, la persona più giovane dell'azienda ad occupare quell'incarico.
Benioff ha fondato Salesforce nel marzo 1999 in un appartamento in affitto a San Francisco e ha definito la sua missione in una dichiarazione di marketing come "The End of Software". La fine del software aziendale tradizionale. È il creatore del termine "piattaforma come servizio" e ha esteso la portata di Salesforce consentendo ai clienti di creare le proprie applicazioni sull'architettura dell'azienda o nel cloud di Salesforce.
Il 16 settembre 2018 Marc e sua moglie Lynne hanno acquistato la rivista Time per 190 milioni di dollari. Nel giugno 2020, possedeva il 3,36% delle azioni di Salesforce, per un valore di 4,8 miliardi di dollari.

## Vita privata
È sposato con Lynne Krilich Benioff e ha due figli. La famiglia vive a San Francisco, California.
Marc è un lontano cugino dello showrunner e produttore televisivo David Benioff.